# Герасим (Боев)
Епископ Герасим (в миру Господин Янакиев Боев; 18 августа 1914, село Иваново, Болгария — 25 мая 1995, Сливен, Болгария) — епископ Болгарской Православной Церкви, епископ Браницкий.

## Биография
Родился 18 августа 1914 года в селе Иваново (ныне община Шумен, Шуменская область). В 1915 году его семья переехала в село Макак (ныне квартал города Шумен), где он получил начальное образование. Первый и второй прогимназиальный класс окончил в селе Дивдядово (ныне также квартал города Шмумен), а третий — в Шумене.
С осени 1930 года обучался в Софийской духовной семинарии, которую окончил в 1936 году.
Летом того же года поступил послушником в Рильский монастырь, где 14 ноября 1936 года был пострижен в монашество с именем Герасим митрополитом Софийским Стефан (Шоковым) под духовное наставничество епископа Кирилла (Маркова). 15 ноября епископом Стобийским Кирилом в храме Софийской духовной семинарии святого Иоанна Рылского был рукоположён в сан иеродиакона.
С сентября 1936 года обучался на Богословском факультете Софийского университета святого Климента Охридского, который окончил в 1940 году.
Во время 1940/1941 учебного года иеродиакон Герасим был учителем-воспитателем в Пловдивской духовной семинарии.
21 сентября 1941 года ректором Пловдивской духовной семинарии епископ Стобийским Никодимом (Пиперовым) в семинарском храме святых Кирилла и Мефодия был рукоположен в сан иеромонаха.
С конца 1941 по 1942 год иеромонах Герасим проходил богословскую специализацию на старокатолическом богословском факультете Бернского университета, Швейцария.
По возвращении в Болгарию вновь служил учителем-воспитателем в Пловдивской духовной семинарии.
26 июня 1949 года в столичном кафедральном храме святой Недели митрополитом Пловдивским Кириллом (Марковым) был возведён в сан архимандрита.
С июля 1949 года до начала 1950 года служил также ефимерием в семинарском храме.
С 10 февраля 1950 года был назначен игуменом Бачковского монастыря, в каковом качестве оставался до 15 апреля 1951 года.
В августе-сентябре 1951 года был игуменом Преображенского монастыря.
С сентября 1951 года назначен учителем-воспитателем и ефимерием при Софийской духовной семинарии, в каковом качестве оставался до конца августа 1968 года.
15 сентября 1968 года вновь назначен игуменом Бачковского монастыря.
17 ноября 1968 года в Патриаршем кафедральном соборе святого Александър Невского был рукоположён в викарного епископа Браницкого.
1 августа 1971 года освобождён от должности игумена Бачковского монастыря.
С осени 1971 года — ректор на Софийской духовной семинарии, которая тогда располагалась в Черепишском монастыре. Возглавлял семинарию до конца 1985/1986 учебного года.
О своём поприще учителя и духовного наставника он говорил так: «Милость великую Бог мне дал, поставив мня учителем (Еф. 4:11)
в наших духовных школах в течение сорока лет. Дорогой дар от Бога — каждый мой ученик, а особенно мои духовные сыновья. Чистосердечно, я часто говорю им: нет ничего более дорогого, чем духовное дитя! Для меня духовные дети, рождённые и согретые с отеческой любовью во имя Христово, как Божий дар — дорогое сокровище. У него постоянно мое сердце от пробуждения утром до сна вечером, потому что было сказано: „где сокровище ваше, там будет и сердце ваше“ (Мат. 6:21)».
В конце 1986 года вышел на покой, после чего проживал в Сливенской митрополии.
Во время событий 1992 года, приведших к расколу в Болгарской церкви и образованию «альтернативного» синода, сочувствовал последним, но в раскол не ушёл.
Скончался 25 мая 1995 года в Сливене. Погребён в сливенском храме успения Песвятой Богородицы.

## Сочинения
- «Духовни полета» / Блажени Йоан Мосх ; Прев. от рус. Браницки епископ Герасим . — София : Синодат. изд., 1993. — 272 с. ; 23 см.
- «Православна християнска етика», Герасим, епископ Браницки, София : Синодално издателство. 2005 ISBN 954-8398-32-X